# Jubilejní chrám Mistra Jana Husa
Jubilejní chrám Mistra Jana Husa je areál postavený ve stylu geometrické secese (moderny) a kubismu na Husově náměstí v Pečkách v letech 1914-1916 podle projektu architekta Oldřicha Lisky. Postaven byl k oslavě 500. výročí upálení Mistra Jana Husa. Tvoří jej evangelická modlitebna, přednášková Jeronýmova síň a fara. Budova (včetně ohradní zdi a brány) je od roku 1995 chráněna jako kulturní památka České republiky.
Je to jediný kostel vybavený kompletním kubistickým interiérem (Betlémská kaple na Žižkově má kubistickou kazatelnu), navíc mimořádné kvality. Je považován za nejzachovalejší kubistický interiér na území Česka. Je to také jediný kostel, který zároveň připomíná obě nejvýznamnější osobnosti husitské reformace – Jana Husa a Jeronýma Pražského. 

## Historie

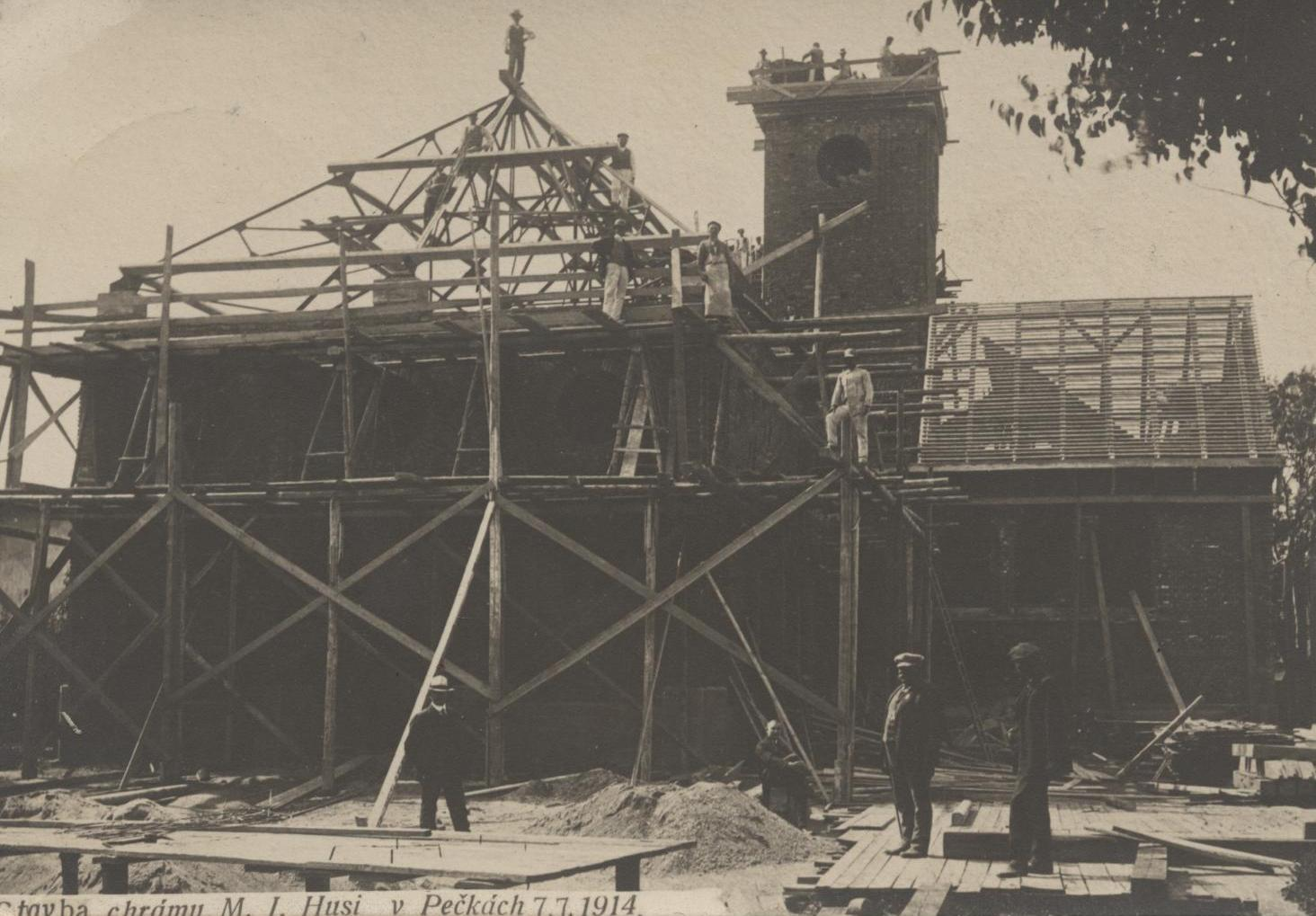
Stavba kostela v roce 1914.

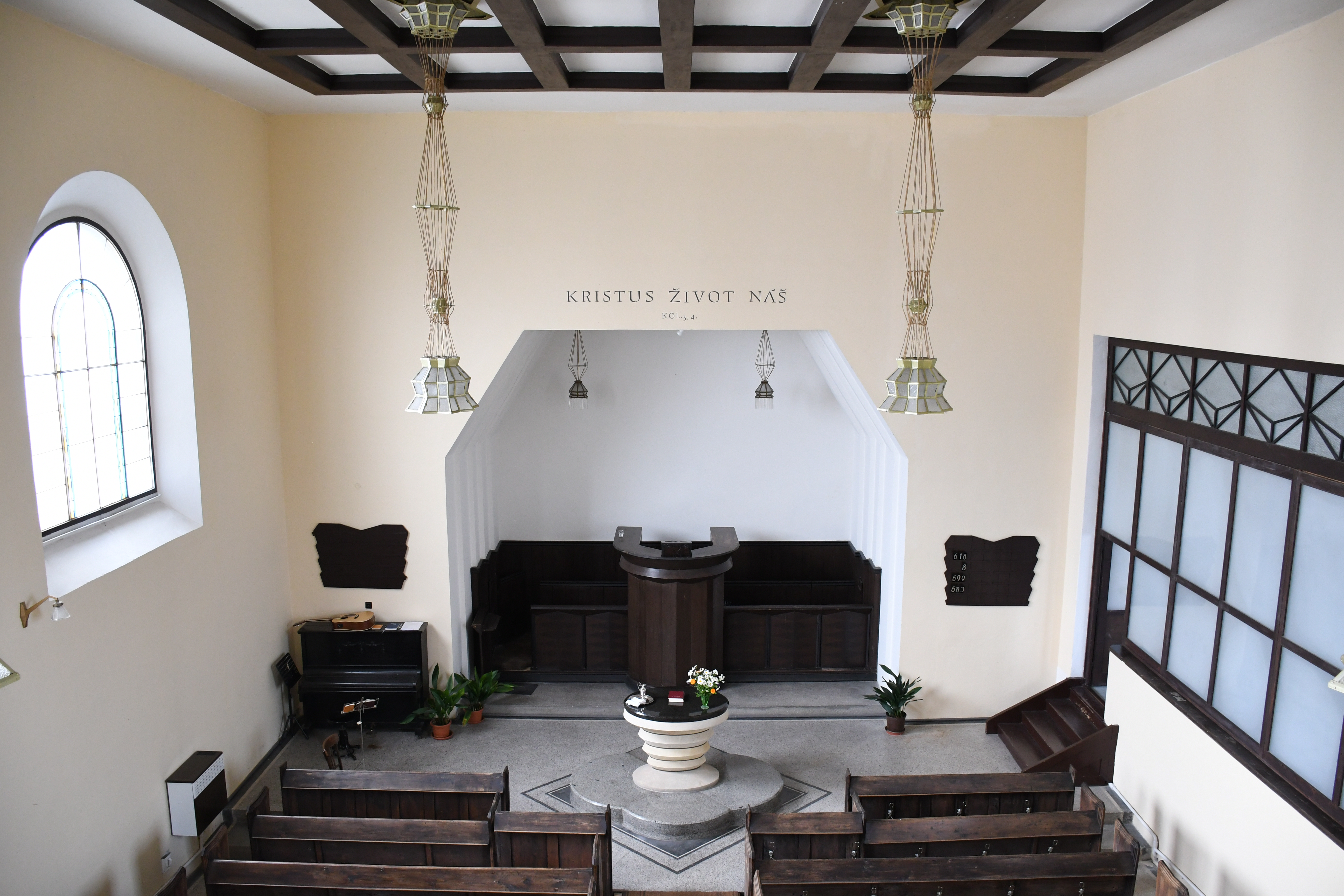
Kubistický interiér kostela.

Při příležitosti 500. let od upálení Jana Husa se Pečečtí evangelíci rozhodli postavit zcela nový kostel podle projektu architekta Oldřicha Lisky. Na stavbu významně přispěli čeští krajané z USA. Základní kámen byl položen 16. května 1914, stavbu však zásadně zpomalilo vypuknutí první světové války a s ním spojené odvody. Kostel byl dokončen 16. května roku 1916. Vysvěcen byl 16. května 1918. Interiér kostela obsahuje řadu kubistických prvků: vitráže, polygonální lustry, oltářní stůl, lavice, dekor podlahy, nebo varhany.